# Rancho Santa Fe Golf Club
De Rancho Santa Fe Golf Club is een golfclub in de Verenigde Staten. De club werd opgericht in 1928, dat een 18-holes- golfbaan heeft met een par van 72, en bevindt zich in Rancho Santa Fe, Californië.
Naast een golfbaan kan de club ook evenementen organiseren zoals bruiloften en heeft ook een restaurant. De golfbaan werd in 1921 ontworpen door de golfbaanarchitect Max Behr.
Voor het golftoernooi bij de heren is de lengte van de baan 6433 m met een par van 72. De course rating is 75,0 en de slope rating is 142.

## Golftoernooien
- Bing Crosby Pro-Am: 1937-1942
- San Diego Open: 1954